# Bhanotia nuda
Bhanotia nuda är en fiskart som beskrevs av Dawson 1978. Bhanotia nuda ingår i släktet Bhanotia och familjen kantnålsfiskar. IUCN kategoriserar arten globalt som livskraftig. Inga underarter finns listade.